# Tomás Rodrigues
Tomás Rodrigues da Cruz, mais conhecido como Tomás Rodrigues (Salvador, 29 de janeiro de 1852 — 1 de agosto de 1919), foi um médico, empresário e político brasileiro.
Foi senador por Sergipe de 1890 a 1893, além de deputado provincial. Foi também diretor-presidente do Banco de Sergipe.